# Anneliese Rothenberger

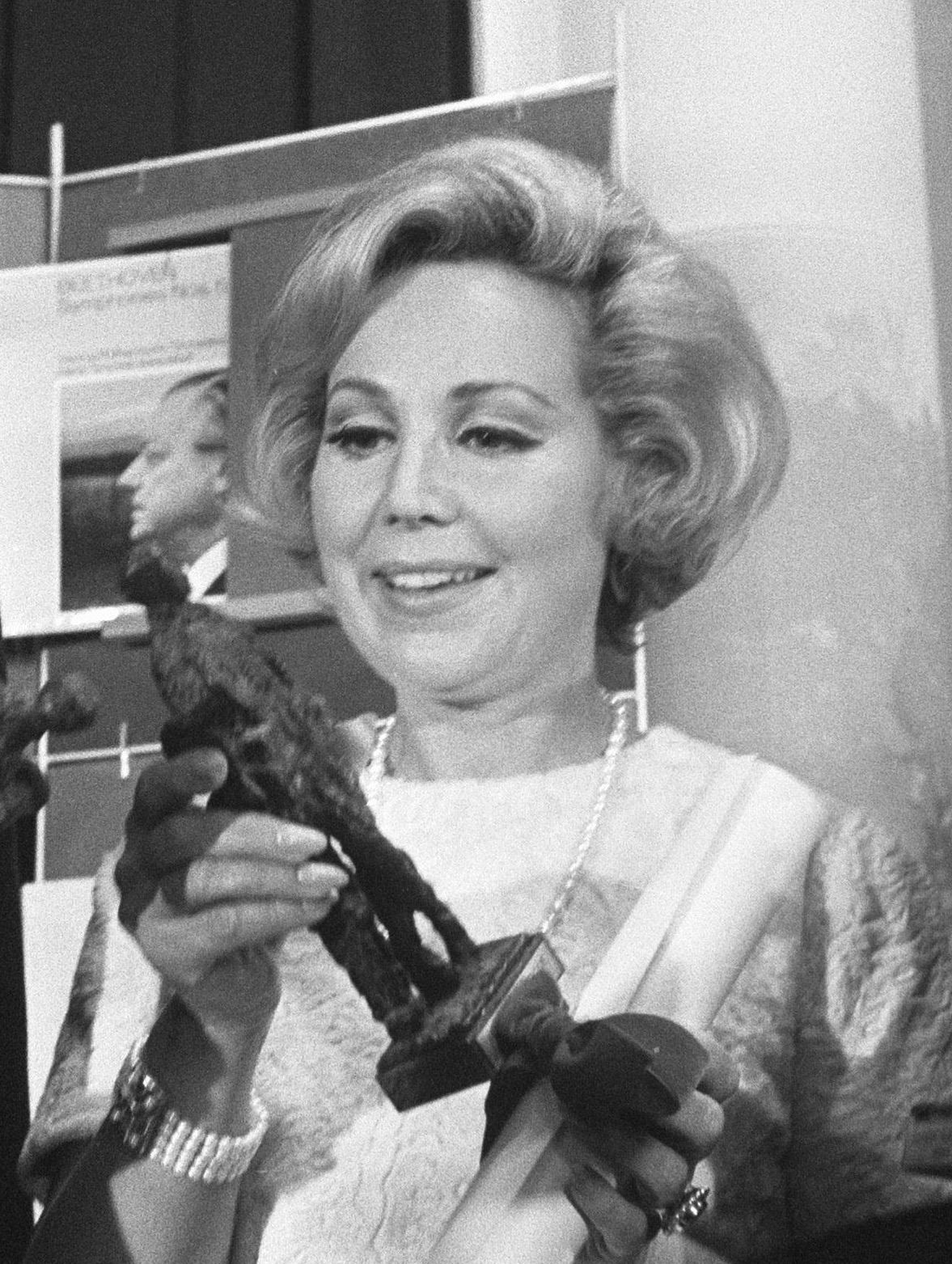
Anneliese Rothenberger, 1969

Anneliese Rothenberger (Mannheim, Alemania, 19 de junio de 1924 – Münsterlingen, Suiza, 24 de mayo de 2010) fue una soprano alemana de relevancia internacional.

## Biografía
Estudió con Erika Müller y debutó en Coblenza en 1943.  En 1947 el director Günther Rennert la contrató para la Ópera del Estado de Hamburgo donde debutó como Lulú de Alban Berg que cantó en Múnich luego dirigida por Christoph von Dohnányi.
En 1954 debutó en el Festival de Salzburgo, en La escuela de las mujeres de Rolf Liebermann y luego en la Wiener Staatsoper. En el Metropolitan Opera cantó Der Rosenkavalier como Sofia; la legendaria Lotte Lehmann la proclamó la mejor intérprete del personaje que también filmó dirigida por Herbert von Karajan junto a Elisabeth Schwarzkopf y Sena Jurinac.
En 1961 actuó en Buenos Aires en el afamado Teatro Colón en El Rapto en el Serrallo y El Caballero de la Rosa.
Sus más famosas interpretaciones fueron de los papeles de Konstanze en Die Entführung aus dem Serail (en 1965 con Fritz Wunderlich dirigida por Giorgio Strehler), Fiordiligi en Così fan tutte, Zdenka en Arabella, Marie en Wozzeck, y Violetta en La traviata. Fue una importante liederista y participó en obras contemporáneas.
Al retirarse del canto se convirtió en conocida animadora de televisión, el Show de Anneliese Rothenberger la hizo más popular aún.
Cuando falleció su esposo en 1999 se retiró al lago Constanza y en 2003 recibió el Premio ECHO a la trayectoria.

## Discografía
Grabó muchas óperas completas, entre ellas La flauta mágica, Don Giovanni, Idomeneo, Arabella, Die Fledermaus, Orfeo ed Euridice, Hänsel und Gretel, La viuda alegre, La bohème, La traviata y Martha, y una famosa  Las bodas de Fígaro junto a glorias de la lírica como  Lisa Della Casa, Dietrich Fischer-Dieskau, Fritz Wunderlich, Irmgard Seefried, Nicolai Gedda, Helen Donath, Peter Schreier, Walter Berry, y Rudolf Schock y Cesare Siepi. Aunque haya afirmado  en una entrevista que la única colega de la que fue amiga fue Lisa Della Casa, porque dijo que después de haber cantado una representaciòn iba directamente a casa; mantener relaciones con sus colegas según ella era una tontería.